# Giovanni Battista Guglielmini

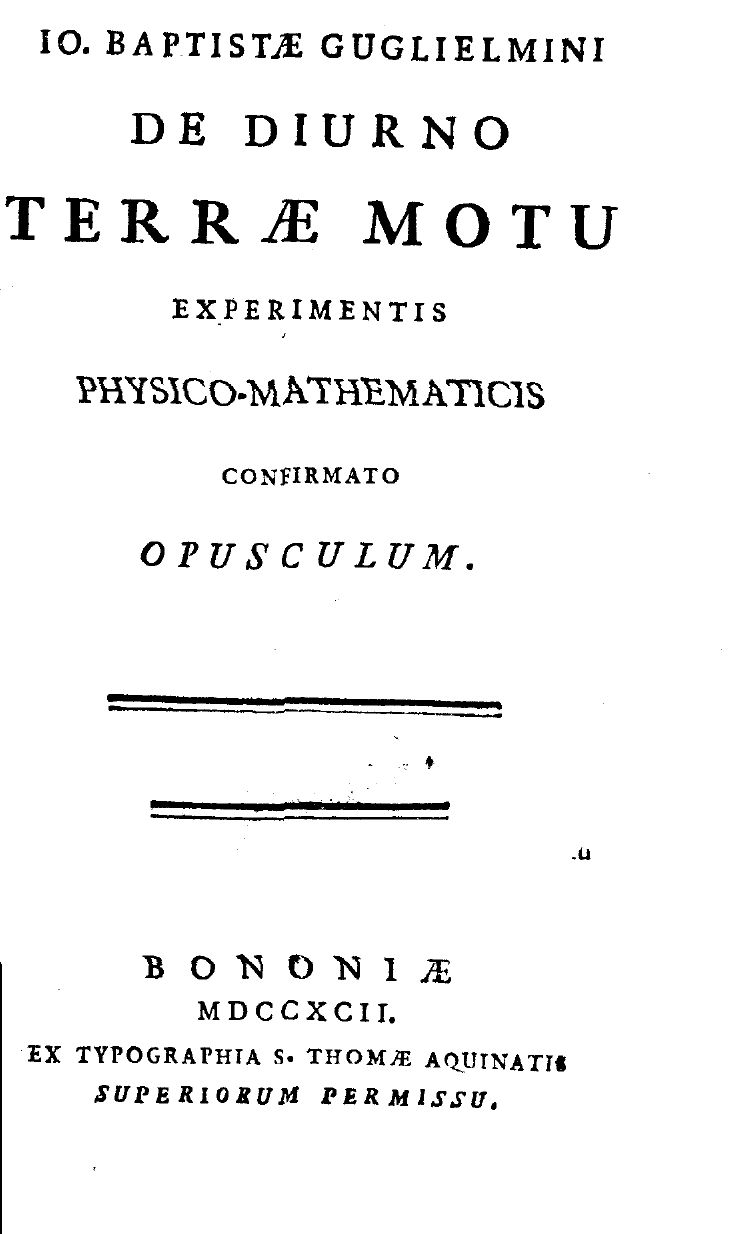
Giovanni Battista Guglielmini: Titelblatt seiner Publikation von 1792

Giovanni Battista Guglielmini (* 16. August 1763 in Bologna; † 15. Dezember 1817 ebenda) war ein italienischer Wissenschaftler. Er ist dafür bekannt, dass er als Erster die Erdrotation experimentell nachwies.

## Biographie
Nach einem Philosophiestudium und einem zweijährigen Studienaufenthalt in Rom verfasste er 1789 den Aufsatz Riflessioni sopra un nuovo esperimento in prova del diurno moto della terra (Überlegungen über ein neuartiges Experiment zum Nachweis der Erddrehung). Das dort beschriebene Experiment, die Messung der Ostablenkung beim freien Fall, führte er 1791 auf dem Turm degli Asinelli durch. Die Ergebnisse veröffentlichte er 1792. 
Von 1794 bis 1817 war Guglielmini Mathematikprofessor an der Universität von Bologna. Von etwa 1802 bis 1810 war er für das städtische Wasserleitungssystem verantwortlich. Er war wahrscheinlich kein direkter Nachfahre des berühmten Physikers und Ingenieurs Domenico Guglielmini. Seine Gesundheit war nicht gut und er starb im Alter von 54 Jahren.
Im Jahre 1837 hat die Stadt Bologna ihm auf dem städtischen Friedhof ein Denkmal in Form einer Marmorstatue gesetzt.

## Werke
- Riflessioni sopra un nuovo esperimento in prova del diurno moto della Terra in der Google-Buchsuche 1789
- De diurno terrae motu experimentis physico-mathematicis confirmato opusculus typogr. S. Thomae Aquinatis, Bononiae 1792. Digitalisat
- Teorema d'induzione dell'abate Giovanni Battista Guglielmini. Bologna : stampe di S. Tommaso d'Aquino 1799. (Digitalisat)